# Jean Joseph Marie Amiot
Jean Joseph Marie Amiot (ur. 8 lutego 1718 w Tulonie, zm. 9 października 1793 w Pekinie), znany także jako Qian Deming (chiń. 錢德明) – francuski uczony, jezuita i misjonarz. Oprócz pracy misyjnej zajmował się badaniem kultury chińskiej i osiągnięć naukowych Chińczyków. Napisał na ten temat kilka prac. 
Niewiele wiadomo na temat wczesnego okresu jego życia. W 1737 roku wstąpił do zakonu jezuitów. Wydaje się, że do tego czasu musiał być już wykształconym człowiekiem, ponieważ zaledwie trzy lata później został wysłany na misję do Chin. Po przybyciu na miejsce zyskał sobie sympatię i uznanie cesarza Qianlong, któremu zaimponowała znakomita znajomość języków dalekowschodnich przez Amiota. Przebywał głównie w Pekinie gdzie oprócz działalności misjonarskiej, pracował jako tłumacz dla cesarza. Był ceniony przez jezuitów z Misji Francuskiej w Pekinie. Bardzo interesował się dorobkiem cywilizacyjnym Chin. Jest autorem wielu prac na temat chińskiej literatury, geografii, wojskowości, historii, fizyki, matematyki i muzyki, której poświęcił osobne studium. Większość jego dzieł na te tematy zostało zebranych w Mémoires concernant l'histoire, les sciences et les arts des Chinois, liczącym sobie 15 tomów. Dwunasty tom serii, zatytułowany  Vie de Confucius, jest szczególnie ceniony. Poza tym opracował słownik chińsko-mandżursko-francuski, dzięki któremu badacze z Zachodniej Europy mogli rozwijać swoją znajomość języka mandżurskiego, wcześniej niemal im nieznanego. Za swój wkład w rozwój wiedzy na temat Chin, został członkiem korespondencyjnym Académie des sciences. 
W 1775 roku Amiot dowiedział się o kasacie zakonu jezuitów, ogłoszonej przez papieża. Początkowo nie zgadzał się z tą decyzją i próbował, we współpracy z rządem francuskim, przejąć misje w Pekinie. Wobec szybkiej reakcji papiestwa, pogodził się z kasatą. W 1789 roku we Francji wybuchła rewolucja, o której wieści również dotarły do Amiota. W listach pisanych do siostry wyrażał zaniepokojenie sytuacją w ojczyźnie i jej wpływem na losy misji w Chinach. 8 października 1793 roku otrzymał informację o ścięciu Ludwika XVI. Zmarł tej samej nocy.